# Ludwig Bölkow
Ludwig Bölkow, född 30 juni 1912 i Schwerin, död 25 juli 2003 i Grünwald utanför München, tysk flygplanskonstruktör och företagsledare.
Innan han började sina universitetsstudier praktiserade han hos Heinkel. Bölkow studerade vid Technische Hochschule Berlin-Charlottenburg, idag Technische Universität Berlin. 1939 började han vid Messerschmitt och var med och tog fram Messerschmitt Me 262. Det var det allra första jetmotordrivna stridsflygplanet som sattes in i strid och innebar en revolution både inom militär- och civilflyget. De bakåtsvepta vingarna kom senare att känneteckna många jetflygplan.
Från 1959 samarbetade Bölkow med Heinkel och Messerschmitt.
Han grundade Bölkow som senare blev en del av Messerschmitt-Bölkow-Blohm (MBB).